# 日本大通り駅
日本大通り駅（にほんおおどおりえき）は、神奈川県横浜市中区日本大通にある、横浜高速鉄道みなとみらい線の駅である。駅番号はMM05。副名称は「県庁・大さん橋（けんちょう・おおさんばし）」。
当駅周辺地区（関内地区）は、横浜市における都心（ツインコア）の一つである「横浜都心」に指定されている。

## 歴史
- 2004年（平成16年）2月1日：みなとみらい線の開通と同時に開業[1]。
- 2012年（平成24年）4月2日：横浜スタジアムの最寄り駅であることから、駅構内に横浜DeNAベイスターズの中畑清監督によるメッセージ音声の放送や球団ロゴなどの装飾を、2012年シーズン終了まで行った[3]。
- 2013年（平成25年）4月2日：発車メロディに横浜DeNAベイスターズの球団歌「熱き星たちよ」を採用[4]。駅構内およびホームにもベイスターズ装飾が施された[5]。またみなとみらい線一日乗車券ベイスターズバージョンを発売、横浜駅でもベイスターズ応援幕を設置し、Y500系「DeNA BAY STARS Train 2013」も運行された[5]。
- 2019年（平成31年）
  - 3月23日：可動式ホーム柵の使用を開始[6]。
  - 3月29日：発車メロディがベイスターズ応援歌「勇者の遺伝子」に変更[7]。
- 2023年（令和5年）3月15日：第4出入口（大さん橋口）の供用を開始[8]。

### 駅名の由来
「日本大通」とは、横浜公園から港への通り名および沿道の地名のこと。1866年（慶応2年）の横浜大火の後、諸外国との間に締結された約書に基づき外国人居留地と日本人居住地の間に延焼防止のための街路が計画され、日本初の西洋式街路となるこの街路は1875年（明治8年）に「日本大通」と命名された。駅名称は「日本大通」に送り仮名の「り」を付け、字感をやわらげ「日本大通り」とした。
計画段階での仮称は「県庁前駅」であった。神奈川県からは「県庁」の名を残すよう要望され、さらに横浜市港湾局から「大さん橋」も名称に加えて欲しいという要望が出されたため、『県庁・大さん橋』の副名称が付いた。

## 駅構造
島式ホーム1面2線を有する地下駅。改札階は地下1階(実際は地下2階相当)、ホーム階は地下3階(こちらも地下4階相当)。改札口は1か所のみ設置されている。エレベーターとエスカレーターが配置され、トイレはコンコース内にあり多機能トイレも併設されている。2012年より近隣の横浜スタジアムを本拠地とするプロ野球球団・横浜DeNAベイスターズのロゴマークなどがホームやコンコースに掲出され、2013年より発車メロディも球団歌の「熱き星たちよ」に変更された。なお、2019年3月29日からは発車メロディが同球団の応援歌の「勇者の遺伝子」に変更された。メロディの制作はスイッチ、編曲は福嶋尚哉が手掛けた。
出入口
1. 県庁口
2. スタジアム口
3. 情文センター口
4. 大さん橋口

### のりば
| 番線 | 路線           | 方向 | 行先                 |
| ---- | -------------- | ---- | -------------------- |
| 1    | みなとみらい線 | 下り | 元町・中華街方面     |
| 2    | みなとみらい線 | 上り | 横浜・渋谷・池袋方面 |

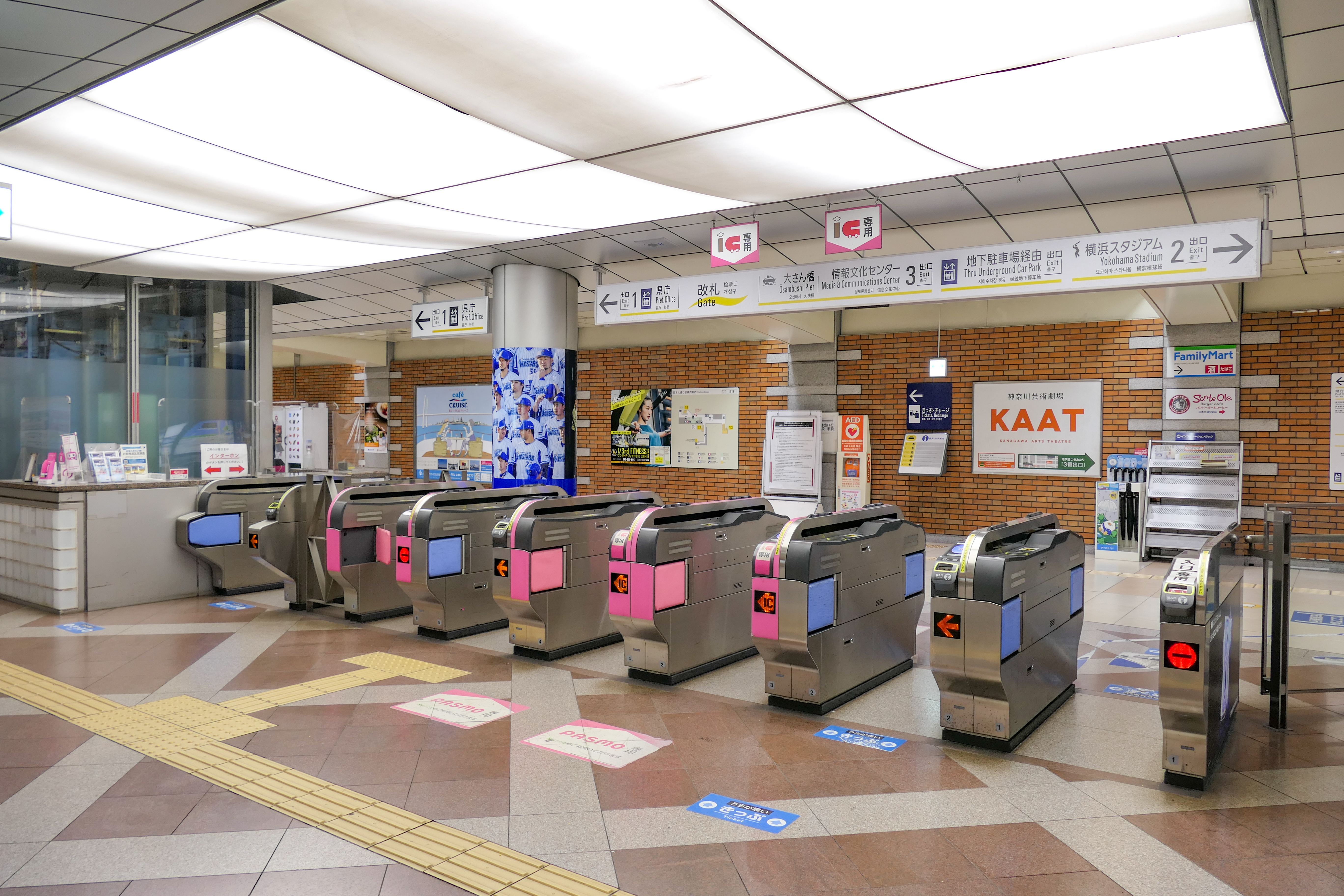
改札口（2021年12月）
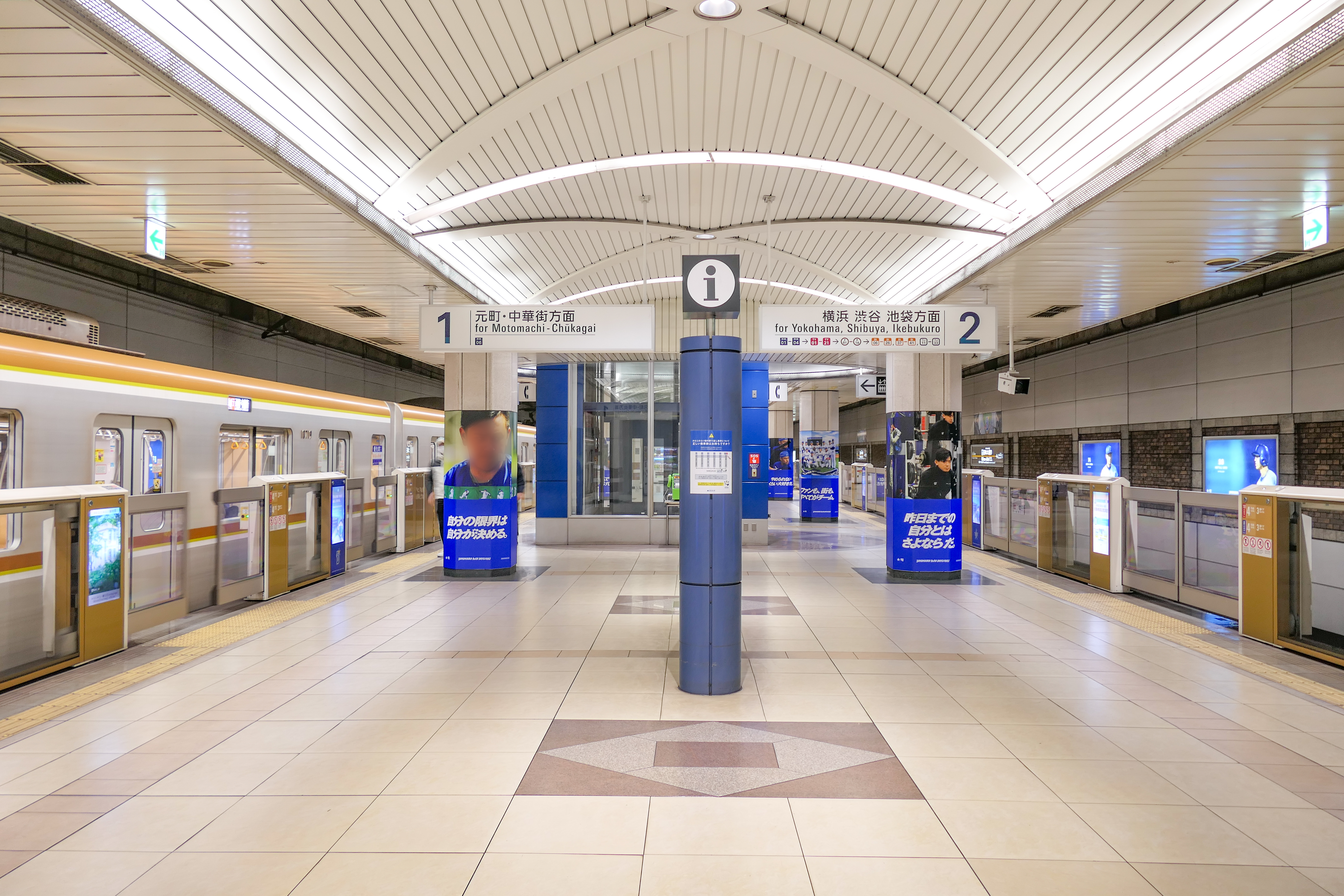
ホーム（2021年12月）

## 利用状況
2024年度の1日平均乗降人員は28,043人である。みなとみらい線の駅では横浜駅、みなとみらい駅、元町・中華街駅、馬車道駅に次ぐ第5位である。
開業以来の1日平均乗降・乗車人員推移は下表の通りである。
| 年度               | 1日平均 乗降人員 | 1日平均 乗車人員 | 出典                |
| ------------------ | ---------------- | ---------------- | ------------------- |
| 2004年（平成16年） | 14,427           | 6,836            | [ 神奈川県統計 1 ]  |
| 2005年（平成17年） | 15,604           | 7,361            | [ 神奈川県統計 2 ]  |
| 2006年（平成18年） | 17,706           | 8,334            | [ 神奈川県統計 3 ]  |
| 2007年（平成19年） | 19,447           | 9,385            | [ 神奈川県統計 4 ]  |
| 2008年（平成20年） | 20,314           | 9,767            | [ 神奈川県統計 5 ]  |
| 2009年（平成21年） | 21,395           | 10,306           | [ 神奈川県統計 6 ]  |
| 2010年（平成22年） | 21,216           | 10,207           | [ 神奈川県統計 7 ]  |
| 2011年（平成23年） | 21,879           | 10,596           | [ 神奈川県統計 8 ]  |
| 2012年（平成24年） | 22,396           | 10,847           | [ 神奈川県統計 9 ]  |
| 2013年（平成25年） | 22,859           | 11,123           | [ 神奈川県統計 10 ] |
| 2014年（平成26年） | 23,254           | 11,334           | [ 神奈川県統計 11 ] |
| 2015年（平成27年） | 24,862           | 12,101           | [ 神奈川県統計 12 ] |
| 2016年（平成28年） | 25,632           | 12,463           | [ 神奈川県統計 13 ] |
| 2017年（平成29年） | 25,938           | 12,656           | [ 神奈川県統計 14 ] |
| 2018年（平成30年） | 27,335           | 13,285           | [ 神奈川県統計 15 ] |
| 2019年（令和元年） | 27,025           | 13,179           |                     |
| 2020年（令和02年） | 16,974           |                  |                     |
| 2021年（令和03年） | 20,192           |                  |                     |
| 2022年（令和04年） | 24,497           |                  |                     |
| 2023年（令和05年） | 26,788           |                  |                     |
| 2024年（令和06年） | 28,043           |                  |                     |

備考
1. ↑  JR根岸線の関内駅で使用されている音源を短縮したものが使用されていた。
2. ↑  2004年2月1日開業。

## 駅周辺
- 国道133号（本町通り・日本大通り）
- 関内駅（JR根岸線・横浜市営地下鉄ブルーライン） - 徒歩10分
- 神奈川県庁舎（横浜三塔の「キングの塔」）
- 横浜市信用保証協会
- 神奈川県民ホール
- 神奈川県警察本部
- 神奈川県横浜水上警察署
- 横浜地方裁判所
- 横浜地方検察庁
- 横浜税関（横浜三塔の「クイーンの塔」）
- 横浜港郵便局
  - ゆうちょ銀行横浜港店
  - かんぽ生命横浜支店
- 横浜太田町郵便局
- 横浜市中区役所
- 横浜市研修センター[13]
- 横浜市消防局中消防署山下町出張所[14]
- 日本銀行横浜支店
- 三井住友銀行横浜支店
- きらぼし銀行横浜支店
- 横浜中華街 - 中華街正門（善隣門）まで徒歩約5分
- 産業貿易センタービル
  - 神奈川県パスポートセンター・横浜市パスポートセンター
  - 横浜産貿ホール
- 横浜公園
  - 横浜スタジアム
- THE BAYS
- 横浜 7th AVENUE（ライブハウス）
- 横浜港大さん橋
- 山下公園（西側）
- 山下臨港線プロムナード
- 象の鼻パーク
- 横浜赤レンガ倉庫
- 横浜開港資料館
- 横浜市開港記念会館（横浜三塔の「ジャックの塔」）
- シルクセンター
  - シルク博物館
  - シルクセンター内郵便局
- 横浜情報文化センター - 駅直結
  - 日本新聞博物館（ニュースパーク）
  - 放送ライブラリー
  - 横浜都市発展記念館
  - 横浜ユーラシア文化館
- シタディーンハーバーフロント横浜[15]

### 路線バス
以下の路線バスが乗り入れている。
| 日本大通り駅県庁前 | 日本大通り駅県庁前  | 日本大通り駅県庁前                     | 日本大通り駅県庁前 | 日本大通り駅県庁前 | 日本大通り駅県庁前      |
| 乗り場             | 系統                | 経由                                   | 行先               | 会社               | 備考                    |
| ------------------ | ------------------- | -------------------------------------- | ------------------ | ------------------ | ----------------------- |
| 1                  | 8                   | 桜木町駅・花咲橋                       | 横浜駅東口         | ●市営              |                         |
| 1                  | 109・168            | ぴあアリーナMM                         | 横浜駅東口         | ●市営              |                         |
| 1                  | 20・21・58・66・158 |                                        | 桜木町駅           | ●市営              |                         |
| 1                  | 11                  |                                        | 桜木町駅           | ●神奈中            |                         |
| 2                  | 8                   | 小港橋・本牧                           | 本牧車庫           | ●市営              |                         |
| 2                  | 8                   | 小港橋・本牧・本牧市民公園             | 本牧車庫           | ●市営              |                         |
| 2                  | 58                  | 本牧・間門・根岸駅                     | 磯子車庫           | ●市営              |                         |
| 2                  | 58                  | みなと赤十字病院・本牧・間門・根岸駅   | 磯子車庫           | ●市営              | 平日日中の一部のみ      |
| 2                  | 109                 | L8バース・流通センター・スカイウォーク | 【循環】横浜駅東口 | ●市営              | 平日・土曜の日中2本のみ |
| 2                  | 109                 | L8バース・スカイウォーク               | 【循環】横浜駅東口 | ●市営              | 日曜・祝日の日中2本のみ |
| 2                  | 20                  |                                        | 山手駅             | ●市営              |                         |
| 2                  | 11                  | 港の見える丘公園・中村橋・井土ヶ谷     | 保土ヶ谷駅東口     | ●神奈中            |                         |
| 3                  | 21                  | 吉浜橋・麦田町・旭台                   | 市電保存館         | ●市営              |                         |
| 3                  | 158                 | 浦舟町・中村橋                         | 滝頭               | ●市営              |                         |
| 3                  | あかいくつ          | 中華街・山下公園・赤レンガ倉庫         | 桜木町駅           | ●市営              |                         |
| 新県庁前           |                     |                                        |                    |                    |                         |
| 1                  | 32                  | 阪東橋・久保山・保土ケ谷駅東口         | 保土ケ谷車庫       | ●市営              | 平日朝夕のみ            |
| 1                  | 79                  | 阪東橋・井土ヶ谷・北永田               | 平和台             | ●市営              | 平日・土曜の朝夕のみ    |

## 隣の駅
横浜高速鉄道
 みなとみらい線
■特急
通過
□通勤特急・■急行・■各駅停車
馬車道駅 (MM04) - 日本大通り駅 (MM05) - 元町・中華街駅 (MM06)